# UTC+6

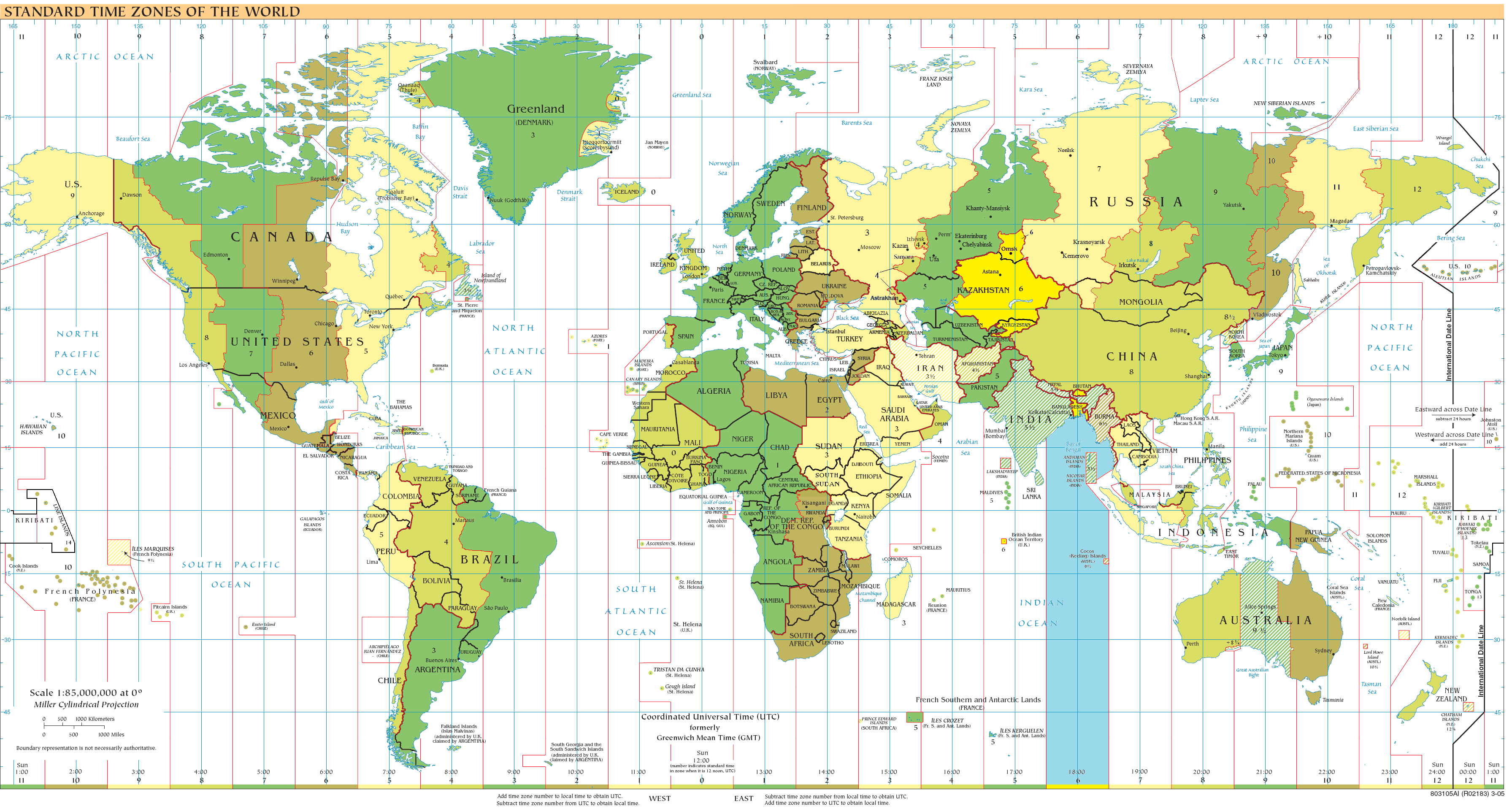
UTC+6: 青-12月前後に適用、橙-6月前後に適用、黄-通年適用、水色-海域

UTC+6とは、協定世界時を6時間進ませた標準時である。

## 該当地域
- イギリス領インド洋地域
- キルギス
- 中国
  - 新疆ウイグル自治区・チベット自治区（非公式）
- バングラデシュ
- ブータン
- ロシア
  - オムスク時間 - OMST
- 南極
  - ボストーク基地